# John Lloyd (Tennisspieler)
John Lloyd (* 27. August 1954 in Leigh-on-Sea, Essex) ist ein ehemaliger britischer Tennisprofi und späterer Sportkommentator.

## Karriere
Seinen größten internationalen Erfolg erzielte Lloyd 1977, als er das Finale der Australian Open in Melbourne erreichte, in dem er dem US-Amerikaner Vitas Gerulaitis in fünf Sätzen unterlag. Er war der erste britische Tennisspieler, der seit Beginn der Open Era ins Endspiel eines Grand-Slam-Turniers einziehen konnte.
Im Einzel gewann Lloyd einen Grand-Prix-Titel, mit Platz 21 erreichte er seine beste Notierung in der ATP-Weltrangliste.
Größere Erfolge verzeichnete Lloyd im Doppel, er verbuchte zwei Grand-Prix-Siege. Im Mixed-Doppel gewann er zusammen mit Wendy Turnbull drei Grand-Slam-Titel, 1982 bei den French Open sowie 1983 und 1984 in Wimbledon.
Lloyd spielte elf Jahre lang im Davis Cup. 2006 übernahm er für vier Jahre den Posten als Teamchef der britischen Davis-Cup-Mannschaft.
Seit den 1990er Jahren arbeitet Lloyd als Kommentator für die britische BBC, insbesondere beim alljährlichen Turnier in Wimbledon.

## Privates
Lloyd war mit der US-amerikanischen Tennisspielerin Chris Evert verheiratet. Er lebt mit seiner zweiten Ehefrau und zwei gemeinsamen Kindern in den Vereinigten Staaten.

## Erfolge
| Legende                       |
| Grand Slam (3)                |
| Tennis Masters Cup            |
| ATP Masters Series            |
| ATP International Series Gold |
| ATP International Series (3)  |

### Einzel

#### Turniersiege
| Nr. | Datum           | Turnier   | Belag | Finalgegner     | Ergebnis          |
| --- | --------------- | --------- | ----- | --------------- | ----------------- |
| 1.  | 19. August 1974 | Haverford | Rasen | John Whitlinger | 6:, 4:6, 6:3, 7:5 |

#### Finalteilnahmen
| Nr. | Datum             | Turnier         | Belag         | Finalgegner      | Ergebnis                |
| --- | ----------------- | --------------- | ------------- | ---------------- | ----------------------- |
| 1.  | 30. Oktober 1977  | Basel           | Teppich (i)   | Björn Borg       | 4:6, 2:6, 2:6           |
| 2.  | 20. November 1977 | Wembley         | Teppich       | Björn Borg       | 4:6, 4:6, 3:6           |
| 3.  | 31. Dezember 1977 | Australian Open | Rasen         | Vitas Gerulaitis | 3:6, 6:7, 7:5, 6:3, 2:6 |
| 4.  | 5. August 1979    | South Orange    | Hartplatz (i) | John McEnroe     | 7:6, 4:6, 0:6           |

### Doppel

#### Turniersiege
| Nr. | Datum            | Turnier | Belag       | Doppelpartner | Finalgegner                    | Ergebnis      |
| --- | ---------------- | ------- | ----------- | ------------- | ------------------------------ | ------------- |
| 1.  | 6. November 1976 | London  | Teppich (i) | David Lloyd   | John Feaver John James         | 6:4, 3:6, 6:2 |
| 2.  | 7. Oktober 1979  | Maui    | Hartplatz   | Nick Saviano  | Rod Frawley Francisco González | 7:5, 6:4      |

#### Finalteilnahmen
| Nr. | Datum            | Turnier          | Belag       | Doppelpartner     | Finalgegner                        | Ergebnis      |
| --- | ---------------- | ---------------- | ----------- | ----------------- | ---------------------------------- | ------------- |
| 1.  | 23. Februar 1974 | London           | Teppich (i) | Mark Farrell      | Ove Bengtson Björn Borg            | 6:7, 3:6      |
| 2.  | 20. Juli 1975    | Hilversum        | Sand        | Željko Franulović | Wojciech Fibak Guillermo Vilas     | 4:6, 3:6      |
| 3.  | 24. August 1975  | South Orange (1) | Sand        | Dick Crealy       | Jimmy Connors Ilie Năstase         | 2:6, 3:6      |
| 4.  | 20. März 1977    | Helsinki         | Teppich (i) | David Lloyd       | Jiří Hřebec Hans Kary              | 7:5, 6:7, 4:6 |
| 5.  | 18. Juni 1977    | Queen’s Club     | Rasen       | David Lloyd       | Anand Amritraj Vijay Amritraj      | 1:6, 2:6      |
| 6.  | 29. Oktober 1979 | Paris            | Hartplatz   | Tony Lloyd        | Jean-Louis Haillet Gilles Moretton | 6:7, 6:7      |
| 7.  | 15. Februar 1982 | La Quinta        | Hartplatz   | Dick Stockton     | Brian Gottfried Raúl Ramírez       | 4:6, 6:3, 2:6 |
| 8.  | 25. Juli 1983    | South Orange (2) | Sand        | Dick Stockton     | Fritz Buehning Tom Cain            | 2:6, 5:7      |

### Mixed

#### Turniersiege
| Nr. | Datum        | Turnier       | Belag | Doppelpartnerin | Finalgegner                   | Ergebnis        |
| --- | ------------ | ------------- | ----- | --------------- | ----------------------------- | --------------- |
| 1.  | 6. Juni 1982 | French Open   | Sand  | Wendy Turnbull  | Cláudia Monteiro Cássio Motta | 6:2, 7:6        |
| 2.  | 3. Juli 1983 | Wimbledon (1) | Rasen | Wendy Turnbull  | Billie Jean King Steve Denton | 6:75, 7:65, 7:5 |
| 3.  | 8. Juli 1984 | Wimbledon (2) | Rasen | Wendy Turnbull  | Kathy Jordan Steve Denton     | 6:3, 6:3        |

#### Finalteilnahmen
| Nr. | Datum        | Turnier   | Belag | Doppelpartnerin | Finalgegner             | Ergebnis      |
| --- | ------------ | --------- | ----- | --------------- | ----------------------- | ------------- |
| 1.  | 4. Juli 1982 | Wimbledon | Rasen | Wendy Turnbull  | Anne Smith Kevin Curren | 6:2, 3:6, 5:7 |